# فراری اف۱۲
فراری اف۱۲ برلینتا (به ایتالیایی: Ferrari F12berlinetta) یک خودروی موتور جلو-محور عقب ساخت شرکت ایتالیایی فراری است. این خودرو در نمایشگاه ژنو سال ۲۰۱۲ رونمایی شد و جانشین مدل ۵۹۹ می‌باشد.

## مشخصات

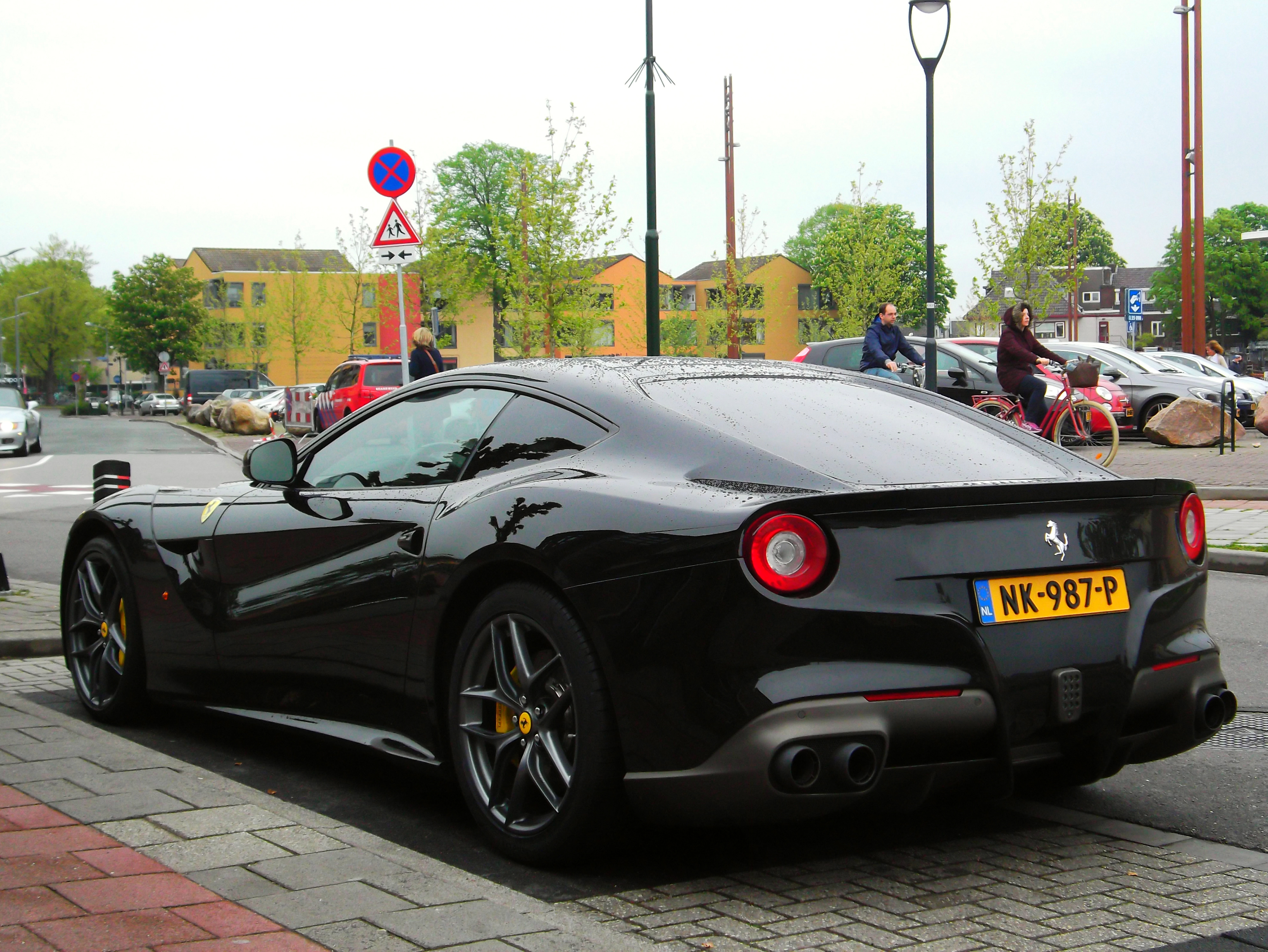
فراری اف۱۲ برلینتا

### پیشرانه
اف۱۲برلینتا دارای یک پیشرانهٔ ۱۲ سیلندر خورجینی ۶۲۶۲ سی‌سی، با توان ۷۴۰ اسب بخار در ۸۲۵۰ دور بر دقیقه و گشتاور ۶۹۰ نیوتن متر در ۶٬۰۰۰ دور بر دقیقه، است. این پیشرانه در زمان خود قدرتمندترین پیشرانه ساخت فراری بود.

### انتقال قدرت
این خودرو یک گیربکس دو کلاچهٔ ۷ سرعته بهره می‌برد که در آن قابلیت تعویض دنده به وسیله پدال‌های شیفتر پشت فرمان نیز وجود دارد.

### عملکرد
شتاب صفر تا یکصد کیلومتر در ساعت این خودرو در حدود ۳٫۱ ثانیه و بالاترین سرعت آن ۳۴۰ کیلومتر بر ساعت است. میزان مصرف سوخت ترکیبی آن ۱۵٫۷ لیتر در یکصد کیلومتر و میزان تولید دی‌اکسید کربن آن ۳۵۰ گرم در کیلومتر اعلام شده است.

## طراحی

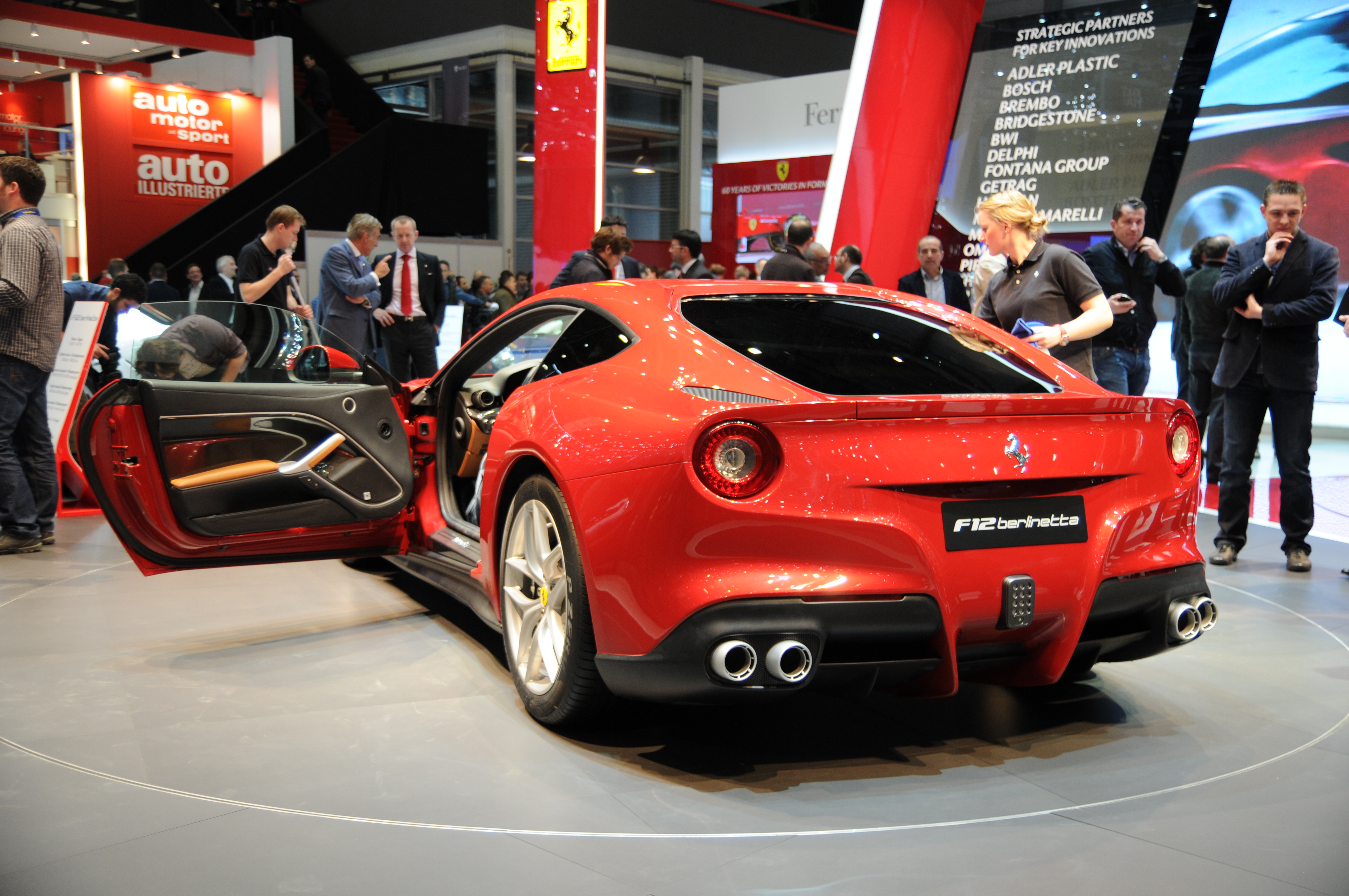
نمای عقب فراری اف۱۲برلینتا در نمایشگاه ژنو ۲۰۱۲

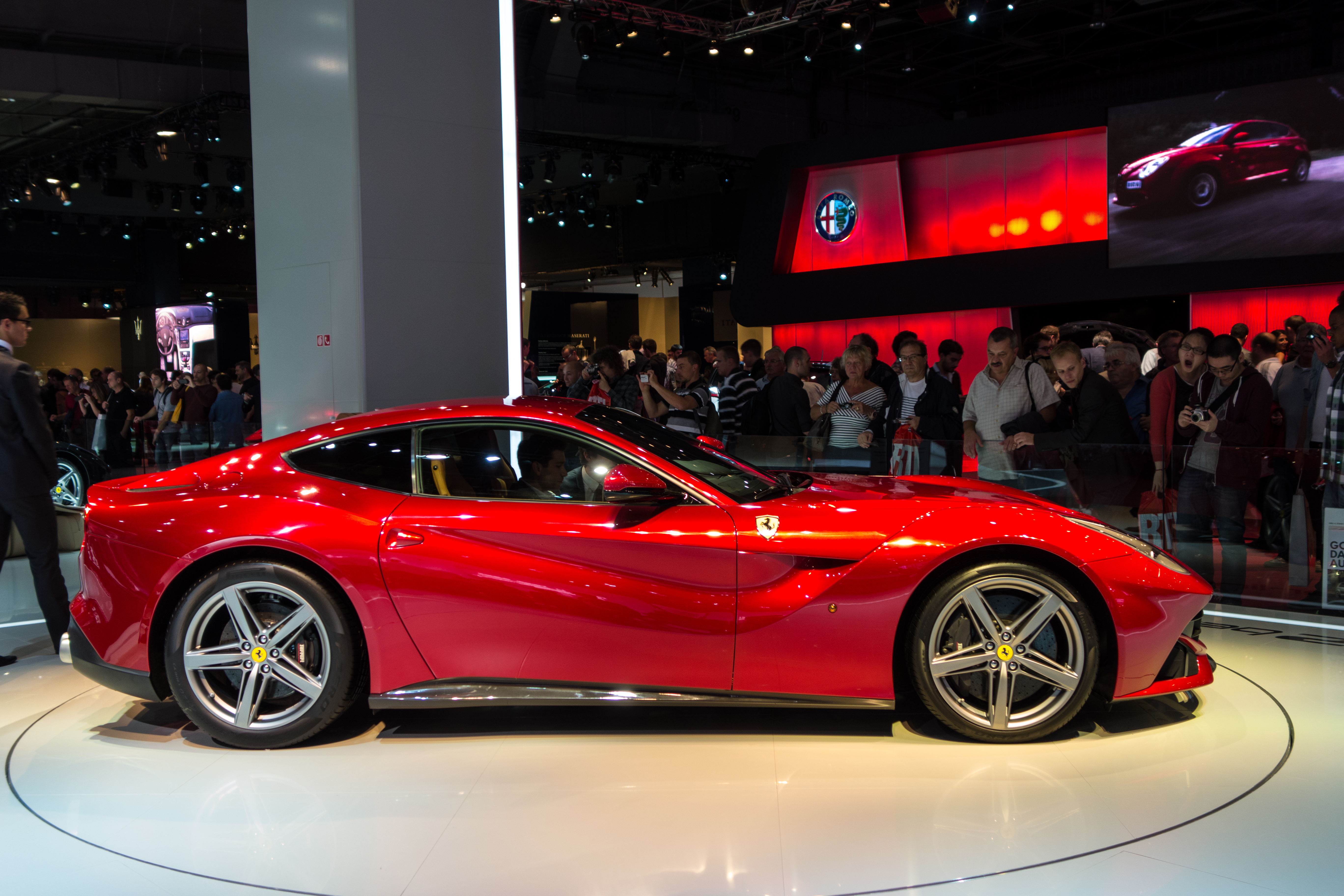
نمای کناری فراری اف۱۲برلینتا که در آن مسیر پل هوا (Aero Bridge) قابل مشاهده است

این خودرو همانند بسیاری از مدل‌های اخیر فراری توسط پینینفارینا طراحی شده‌اند. طراحی بیرونی آن با تکیه بر تجربیات شرکت، در مسابقات فرمول ۱، برای کارآمدی آیرودینامیکی طراحی شده و با وجود ضریب پسای برابر با ۰٫۲۹۹ نیروی رو به پایینی معادل ۲۰۰ کیلوگرم در سرعت ۲۰۰ کیلومتر بر ساعت تولید می‌کند که ۷۶٪ افزایش را نسبت به مدل قبل از خود، نشان می‌دهد. بخشی از این نیروی رو به پایین از ساختاری موسوم به پل هوا (Aero Bridge) به‌دست می‌آید که جریان هوا را از کناره‌های درب موتور از طریق شکافی به اطراف خودرو هدایت می‌کند.
همچنین ورودی‌های هوای ترمز، در جلو، با صفحات متحرکی پوشانده شده است که برای بهبود آیرودینامیک تنها در زمانی که دمای ترمزها بالا باشد بازمی‌گردند.